# Anna Ludwik de La Grange d’Arquien
Anna Ludwik d’Arquien (fr. Anne-Louis de La Grange d’Arquien), hrabia Montigny (ur. 18 września 1639 w Nevers, zm. 1703) – brat Marii Kazimiery, komendant regimentu dragonii kawalerii koronnej, uczestnik odsieczy wiedeńskiej, poseł nadzwyczajny Rzeczypospolitej w Królestwie Francji w 1669 roku, poseł Rzeczypospolitej w Królestwie Francji w 1676 roku.

## Życiorys
Był bratem królowej Marii Kazimiery, która sprowadziła go z Francji do Polski. W 1670 wstąpił do armii koronnej, od 1672 był w regimencie dragonów, uczestniczył w bitwie pod Chocimiem. Od 1676 był komendantem regimentu.
W grudniu 1676 otrzymał polecenie wyjazdu do Francji, aby obwieścić zawarcie rozejmu z Turcją. Pozostawał tam, aby reprezentować siostrę podczas spraw majątkowych oraz aby osobiście dopilnowywać interesów małżonków Sobieskich. Po powrocie do Polski w 1683 towarzyszył Janowi III Sobieskiemu w wyprawie wiedeńskiej, gdzie dowodził sześcioma pułkami dragonów.
Anna Ludwik odegrał znaczną rolę podczas pierwszej bitwy pod Parkanami w październiku 1683, gdzie próbował powstrzymać ucieczkę jazdy polskiej, a w listopadzie tego roku dzięki jego udziałowi zdobyto twierdzę w Seczanach. Od tego czasu uczestniczył we wszystkich działaniach zbrojnych stojąc u boku Jana III Sobieskiego.
W 1690 poprzez konstytucję sejmu w zamian za szczególne zasługi dla Polski otrzymał indygenat. Od 1693 był starostą szczyrzeckim, w tym czasie zaczął tytułować się markizem d’Arquien. Po śmierci Jana III, za panowania Augusta II Mocnego dowodził regimentem piechoty w armii koronnej. Był elektorem Augusta II Mocnego z ziemi lwowskiej i przemyskiej w 1697 roku.